# Влада Рус (Отписани)
Влада Рус је десета епизода телевизијске серије „Отписани“, снимљене у продукцији Телевизије Београд и Централног филмског студија „Кошутњак“. Премијерно је приказана у Социјалистичкој Федеративној Републици Југославији 23. фебруара 1975. године на Првом програму Телевизије Београд.

## Историјска подлога
На крају ове, као и осталих епизода налази се натпис — Ова серија инспирисана је подвизима илегалаца у окупираном Београду. Лица и догађаји су измишљени. Свака сличност је случајна.

## Улоге
| Глумац             | Улога          |
| ------------------ | -------------- |
| Драган Николић     | Прле           |
| Војислав Брајовић  | Тихи           |
| Миша Јанкетић      | Влада Рус      |
| Марко Тодоровић    | Стеван         |
| Драгомир Чумић     | Сирано         |
| Србољуб Милин      | Косинус        |
| Рудолф Улрих       | пуковник Милер |
| Стево Жигон        | мајор Кригер   |
| Божидар Павићевић  | Динст          |
| Неда Арнерић       | Рут            |
| Злата Нуманагић    | Драгана        |
| Зорица Мирковић    | Милица         |
| Слободан Алигрудић | Скале          |
| Александар Берчек  | Чиби           |
| Миодраг Милованов  | Инжењер Бабић  |
| Мирослав Бијелић   | капетан Бауер  |
| Цане Фирауновић    | Кениг          |
| Мелита Бихали      | фолксдојчерка  |
| Љиљана Седлар      | Стеванова жена |
| Славица Стефановић | Марлен         |
| Војин Кајганић     | војник         |
| Љубомир Живановић  | Драганин брат  |
| Слободан Јовановић | Јовица         |